# Bulungur
Bulungur (üzbég nyelven: Bulung’ur / Bulunғur) város Üzbegisztán Szamarkandi régiójában, Bulungur kerület közigazgatási központja.

## Története
A város előzményeként 1891 körül a közép-ázsiai vasút építésekor itt alapították meg a Rostovtsev vasútállomást (Samarkand Nikolai Yakovlevich Rostovtsev kormányzó tiszteletére).
Ezt követően később Krasznogvardeiszknek nevezték át (a vörös gárdák tiszteletére, azok emlékére, akik ezen az állomáson meghaltak). 
1942-ben városi típusú településsé alakították át. 1973-ban kapott városi státuszt, majd 1992. május 8-án Bulungurnak nevezték át.
Bulungur eredetileg egy, a város szélén található ősi csatorna neve volt, majd ezt követően a létrehozott kerület is ilyen nevet kapott, majd e név elterjedt a kerületi központban is.

## Ipar
A városban számos élelmiszeripari vállalkozás működik, mezőgazdasági termékek fagyasztására szolgáló üzemek találhatóak.

## Régészet
Bulungurtól nem messze fedezték fel a sheuridi Temurid-erődítményt egy 2 hektáros területen. A régészeti lelőhely fenntartásához szükséges források hiánya miatt az erődöt visszatemették, hogy a leleteket a jövő generációi számára megőrizhessék.

## Itt születtek, itt éltek
- Fazil Yuldash-oglu (1872–1955) üzbég és szovjet népi költő és mesemondó itt született.